# Potočka zijavka
Die Potočka zijavka ([potoʈ͡ʂka sjauka]), auch Potočka zijalka, Uschowa-Höhle, Potočnik-Höhle, Pototschnik-Höhle, Potočka-Höhle, ist eine in den Karawanken im Norden Sloweniens gelegene horizontale Karsthöhle.
Sie ist neben der 18 km entfernten Mokriška jama die einzige hochalpine Fundstelle in Europa, deren anthropogene Fundschichten in das frühe Jungpaläolithikum zurückreichen. Neben einer großen Menge Höhlenbärenknochen wurden dort rund 32.000 Jahre alte Spitzen von Jagdwaffen sowie Stein- und Knochengeräte gefunden.

## Lage und Topographie
Die Potočka zijavka liegt rund 200 m unterhalb des Westgipfels Obel kamen im obertriassischen Dachsteinkalk des Bergmassivs Olševa in den slowenischen Ostkarawanken. Sie befindet sich auf dem Gemeindegebiet von Solčava, die nächstgelegene Ortschaft ist Podolševa. Die Höhle ist durch einen unbefestigten Wanderweg erschlossen. Die Umgebung ist unter der Nummer 541 als kulturhistorisches, die Höhle selbst als archäologisches Denkmal ausgewiesen.
Das etwa 7 m hohe und 17 m breite Höhlenportal liegt an der Baumgrenze in 1630 m Seehöhe und öffnet Richtung Süden. Der grasbewachsene Vorplatz geht in einen Steilhang über, dem sich eine senkrecht abfallende Felswand anschließt. Die Höhle hat eine Länge von 115 m, die Gesamtfläche mit Vorplatz beträgt ca. 4000 m². Etwa 30 m hinter dem Eingang knickt sie in nordwestlicher Richtung ab und weitet sich auf eine Breite von 40 m. Bis zu dieser Stelle teilen große Felsbrocken den Höhlengang in einen westlichen und einen östlichen Sektor, die sich beide überwiegend ebenerdig und leicht ansteigend zur Höhlenmitte hin fortsetzen. Der Schutt eines spät-jungpleistozänen oder früh-holozänen Deckeneinsturzes lässt dort den Höhlenboden auf einer Länge von 30 m um 14 m steil ansteigen, bis er anschließend zum Höhlenende hin wieder leicht abfällt. Die letzten 12 m des hier noch gut 20 m breiten Höhlengangs verlaufen erneut in nördlicher Richtung. Die Deckenhöhe beträgt im hinteren Teil bis zu 10 m, sonst liegt sie zwischen 4 und 8 m. Ein Großteil des Bodens im mittleren und hinteren Bereich ist mit einer weichen, stellenweise mehrere Millimeter dicken Sinterschicht (Mondmilch, regional Olševa-Milch) überzogen.

## Forschungsgeschichte
Wegen ihres weithin sichtbaren Portals ist die Höhle seit langem bekannt. Die ersten dokumentierten Ausgrabungen führte der aus dem österreichischen Bad Vellach stammende spätere Arzt Josef Carl Groß jun. (1907–1967) zwischen Herbst 1926 und Herbst 1928 durch. Um nicht entdeckt zu werden, arbeitete er in der Höhle ausschließlich nachts. Er legte in verschiedenen Bereichen über 900 Knochen von Höhlenbären frei, von denen er mehrere geglättete Exemplare als Knochenwerkzeuge beschrieb. Außer einer Knochenspitze wurden später alle Stücke dieser sogenannten Protholithischen Knochenindustrie als Pseudoartefakte bewertet. Groß dokumentierte seine Arbeiten detailliert in einem Grabungstagebuch und fertigte aquarellierte Zeichnungen von Funden und Grabungsprofilen an. Aus einem Teil der Knochen rekonstruierte er im Keller des elterlichen Badehauses ein vollständiges Höhlenbärenskelett. In einem schriftlichen Vertrag sicherte sich Groß im Dezember 1928 nachträglich die Eigentumsrechte an den von ihm geborgenen Funden und bezahlte dafür 1000 Dinar an den Besitzer der Höhle, Alojz „Rogar“ Vršnik aus Sveti Duh (heute Podolševa), nach dessen Hausname Potočnik die Höhle benannt ist.
Am 1. August 1928 bemerkte der Archäologe und Gymnasiallehrer Srečko Brodar (1893–1987) aus Celje Groß’ Aktivitäten und begann wenige Wochen später selbst die Höhle zu sondieren. Finanzielle Unterstützung erhielt er dafür von der Stadt Celje und der Museumsgesellschaft des dortigen Stadtmuseums (heute Regionalmuseum Celje). Eine am 6. Grabungstag gefundene Knochenspitze brachte den Nachweis für die Anwesenheit des steinzeitlichen Menschen, woraufhin die Museumsgesellschaft die Höhle und das umgebende Grundstück von Vršnik aufkaufte, um weitere Raubgrabungen zu verhindern. Brodar führte Ausgrabungen zunächst am Ende der Höhle durch und veröffentlichte noch im selben Jahr in Zusammenarbeit mit dem Archäologen Josef Bayer einen Bericht über die Kampagne, bei der 25 Knochenspitzen, eine Knochennadel und gelochte Höhlenbärenknochen gefunden worden waren. Auch im folgenden Jahr grub er vor der hinteren östlichen Höhlenwand und setzte die Arbeiten von Ende 1929 bis 1935 fort: vor und im Eingangsbereich sowie im westlichen und östlichen Sektor. Der Großteil der Funde Brodars wurde am Ende des Zweiten Weltkriegs zerstört oder gilt als verschollen. Eine ausführliche Monographie zu seinen Forschungen in der Potočka zijavka legten er und sein Sohn Mitja erst 48 Jahre später vor.
Zwischen 1997 und 2000 führten Mitarbeiter des Geologischen Instituts der Universität Ljubljana und des Instituts für Paläontologie der Universität Wien Grabungen im nordöstlichen Sektor und vor der Westwand in der Höhlenmitte durch. Ziel war es, Material für radiometrische Datierungen sowie für Sediment- und Pollenanalysen zu gewinnen.
Im Juli 2012 barg der slowenische Archäologe Boštjan Odar in Zusammenarbeit mit Studierenden der Universität Ljubljana am hinteren Versturz rund 1,5 m³ Abraum, der von Brodar 1929 zurückgelassen worden war. Bereits 2004 hatte Odar an derselben Stelle eine geringe Menge Höhlenlehm entnommen und darin ein kleines gebogenes Klingenstück entdeckt. Ein Hubschrauber der Slowenischen Streitkräfte brachte die 3 t Sediment als Außenlast in Säcken nach Solčava, wo sie am Fluss Savinja geschlämmt wurden. In den Schlämmrückständen fanden sich weitere 44 kg Bärenknochen, mehrere Steinwerkzeuge und 5 Fragmente von Geschossspitzen.

## Schichtenfolge
Brodar grub am Höhlenende eine Fläche von ca. 120 m² bis zu einer Tiefe von etwas über 1 m aus. In einem Suchschnitt konnte er 17 Straten differenzieren, bevor in 4 m Tiefe die großen Felsblöcke des Grundversturzes erreicht waren. Die Fundschichten 5 und 4 enthielten 80 Spitzen, 1 Knochennadel, 2 bearbeitete Unterkieferhälften und die kleinteiligen Holzkohlereste einer Feuerstelle. Die anderen Schichten wiesen keine Spuren menschlicher Begehung auf.
Die beiden meistgenutzten Siedlungszonen mit den Hauptfundschichten 7 und 5 lagen im Zentrum direkt hinter der Trauflinie und etwa 15 m zurückversetzt im Westsektor, von dem 750 m² in Terrassen ausgegraben wurden. Hier fanden sich mehrere intensiv genutzte Feuerstellen, in denen sich 2 m³ Holzkohle mit bis zu faustgroßen Stücken erhalten hatten. Neben weiteren Spitzen stammen auch alle Steinwerkzeuge aus diesen Bereichen. Eine fast 10 m tiefe Sonde an der Westwand erreichte nicht die Felssohle.
Der Ostsektor am Höhleneingang umfasste Ende 1935 eine ergrabene Fläche von etwa 160 m². Die 500 m³ Sediment enthielten nur wenige Funde.

## Funde

### Fauna

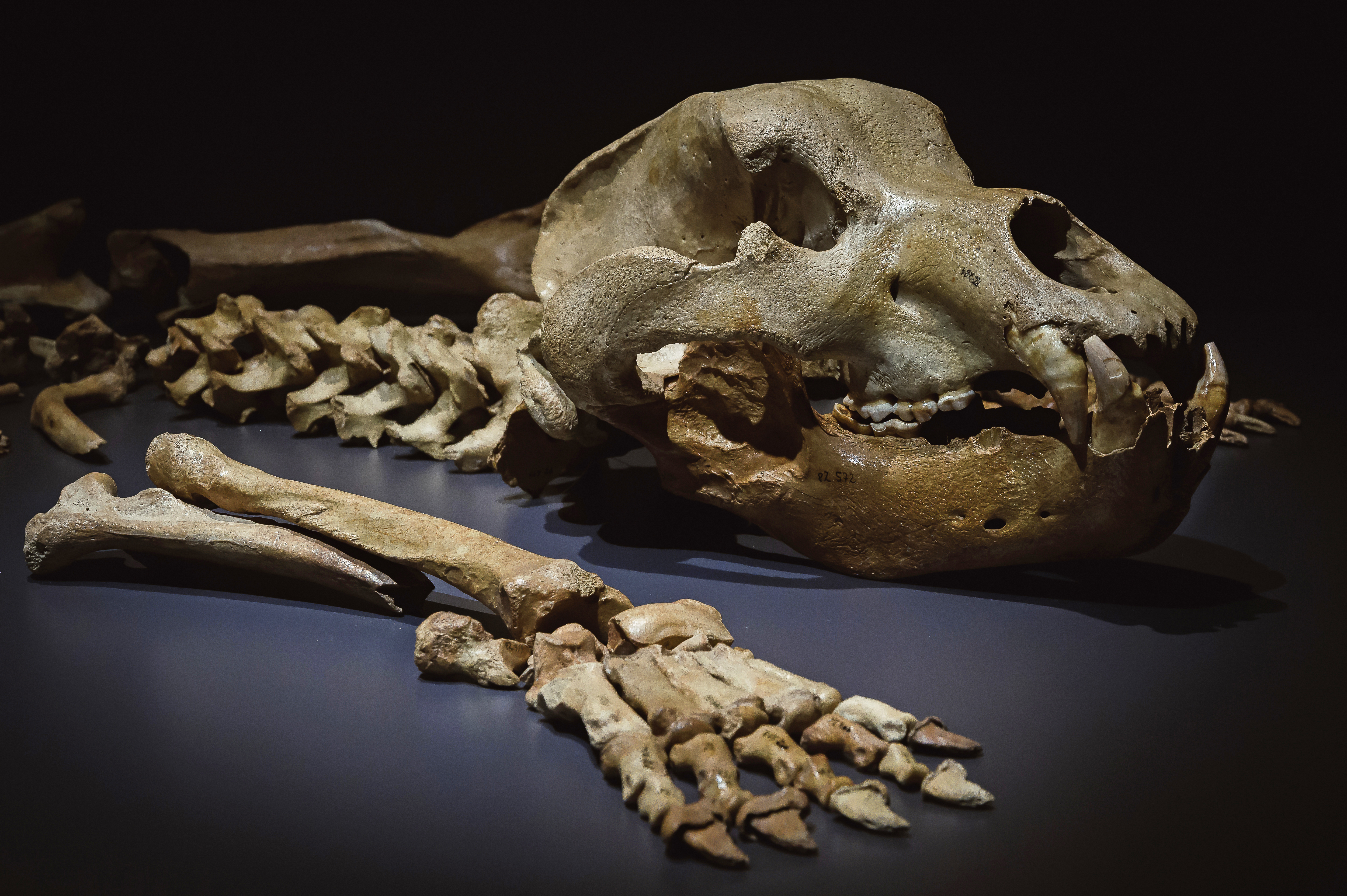
Höhlenbärenreste aus der Potočka zijavka, ausgestellt im Regionalmuseum in Celje

Im Zeitraum zwischen ca. 40.500 und 26.000 Jahren vor heute wurde die Potočka zijavka häufig von Höhlenbären zum Abhalten der Winterruhe aufgesucht. Von den bis zu 1500 kg schweren Tieren barg Brodar in den Schichten 3 bis 9 mehrere 10.000 Knochen, Zähne und Schädel, die von über 1000 Individuen stammten. Bei den Grabungen Ende der 1990er Jahre waren es weitere fast 10.000 Stück, von mehr als 100 Tieren. Genetische Untersuchungen bestätigten die daraus gewonnen morphologischen und metrischen Daten, nach denen diese Tiere dem Gamssulzenbär (Ursus ingressus) aus dem Toten Gebirge am nächsten standen. Die Reste 40 anderer Tierarten wie zum Beispiel Höhlenlöwe, Wolf, Vielfraß, Rothirsch, Gämse, Alpenmurmeltier und Alpenkrähe waren nur im vorderen Höhlenbereich und in geringer Zahl vertreten. Neun dicht beieinander liegende, aus dem Oberkiefer eines Moschusochsen herausgebrochene Zähne, müssen durch den Menschen aus wesentlich tieferen Lagen in die Höhle gebracht worden sein.

### Steingeräte
Das lithische Inventar umfasst 329 Teile, rund ein Drittel davon gilt als verschollen. Vorhanden sind Schlagabfälle, mehrere Kerne und 64 typologisch überwiegend einheitliche Werkzeuge, die klassische Merkmale des frühen Aurignacien aufweisen. Die Klingen, Schaber und Kratzer sind meist seitlich retuschiert und weisen frische, wenig beschädigte Arbeitskanten auf, sie wurden demnach wenig bis gar nicht benutzt und später im Sediment kaum umgelagert. Das meistverwendete Rohmaterial ist brauner bis schwarzer Lydit, ein paläozoischer Radiolarit von mäßiger Qualität, der 20 km nördlich im Flussbett der Drau zu finden ist. Zum Einsatz kamen außerdem Rhyolith, Quarzit und Tuff.

### Spitzen

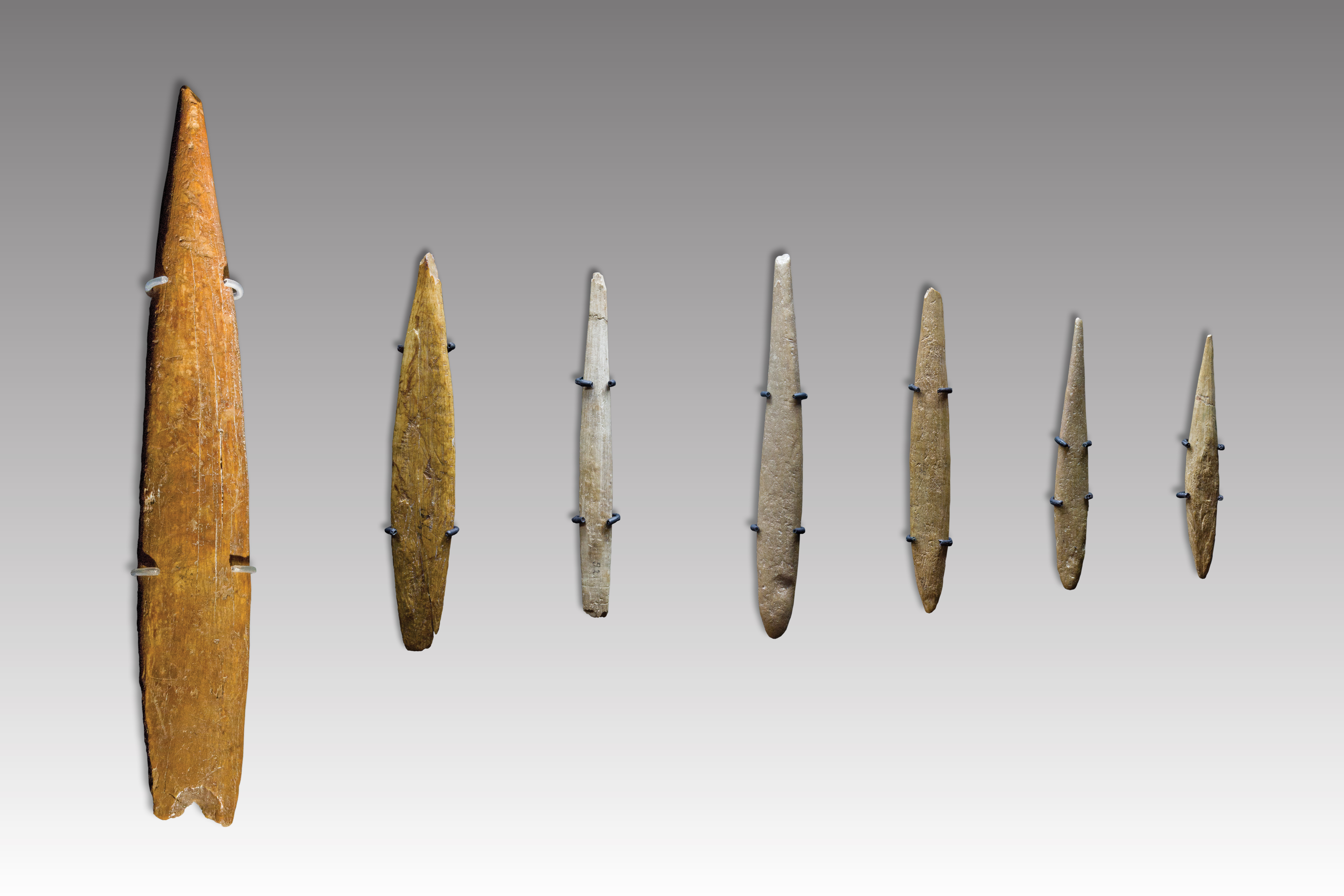
Durch die heute beschädigte Öse der Knochenspitze Nr. 75 war vermutlich ein Lederriemen oder eine Schnur als Handschlaufe gezogen

Aus den Höhlenablagerungen wurden bislang 129 Spitzen von Jagdwaffen mit massiver und 1 Exemplar mit gespaltener Basis geborgen. Solche Spitzen sind auch aus anderen mitteleuropäischen Fundstellen als Einzelfunde oder in wesentlich geringerer Anzahl bekannt und gelten als eine Leitform des Aurignacien. Josef Bayer definierte die Form dieser Lautscher Spitzen anhand der großen Knochenspitze aus der Höhle Bočkova dira bei Mladeč sehr allgemeingültig als „… ist die größte Verbreiterung gegen das eine, spitzzungenförmig auslaufende Ende gerückt, während das andere Ende langkonisch in eine Spitze ausläuft.“ Da sich viele Spitzen der Potočka zijavka von typischen Lautscher Spitzen formenkundlich und durch Ritzmuster unterscheiden, führte Lothar Zotz 1951 für diese den Begriff „Potočkaform“ ein, der auch abgewandelt als Typ Potočka zijalka oder Olševa Typ Verwendung findet.
Die meisten Spitzen sind wahrscheinlich aus Höhlenbärenknochen gefertigt, drei Stück bestehen aus Mammutelfenbein und zwei aneinander passende Spitzenfragmente aus Geweih.
Nur wenige sind vollständig erhalten, meist fehlt das terminale, spitz zulaufende Ende und in manchen Fällen die Basis, sodass die ursprüngliche Länge nur geschätzt werden kann. Sie variierte zwischen 40 und 270 mm, im Durchschnitt betrug sie 123 mm.
Gut die Hälfte der Spitzen hat eine eher langschmale Form mit einem Länge-Breite-Verhältnis zwischen 9 und 14,8, die übrigen sind eher gedrungen, also relativ kurz und breit ausgestaltet. An einigen Exemplaren sind Reparaturen oder Umarbeitungen erkennbar. Bei den Querschnitten und der Oberflächenbeschaffenheit gibt es große Variabilität. Der Mittelteil ist meist entweder flachelliptisch geformt, teilweise auch plankonvex oder abgerundet dreieckig und läuft kurz vor der Spitze annähernd kreisförmig aus. Andere laufen lang-schmal spitzkegelig zu, bei weitestgehend ovalem bis rundem Querschnitt. Der für die Schäftung vorgesehene hintere Teil der Spitzen ist in vielen Fällen durch einen abweichenden Farbton und eine weniger aufwändige Oberflächenbearbeitung gekennzeichnet. Die mittleren und vorderen Bereiche weisen häufig eine feine Politur auf, zum Teil ist Spongiosa erhalten. An 37 Knochenspitzen sind rechtwinklig zu den Seitenrändern, in mehr oder weniger regelmäßigen Abständen, kurze Einschnitte angebracht, an drei Stücken verlaufen diese Kerben spiralförmig. An der ursprünglich 260 mm langen Knochenspitze Nr. 75 ist eine ausgebrochene Öse vorhanden, durch die vermutlich ein Lederriemen oder eine Schnur als Handschlaufe gezogen war. Die größeren Spitzen waren entweder in Kompositbauweise an Speere beziehungsweise Spieße montiert oder sie wurden als Stichwaffen mit der Hand geführt. Die zahlreichen kleinen Spitzen mit ovalem bis rundem Querschnitt könnten als Pfeilspitzen gedient haben.
In der Potočka zijavka sind keine Rohlinge, Halbfabrikate oder Bearbeitungsreste erhalten, die Spitzen wurden von den Jäger und Sammler Gruppen demnach nicht vor Ort hergestellt, sondern als Fertigprodukte in die Höhle gebracht. Ihre große Anzahl am Höhlenende lässt darauf schließen, dass dort ein Depot angelegt war, auf das bei den wiederkehrenden, kurzzeitigen Begehungen zurückgegriffen werden konnte.
Anfang 2013 wurden sechs Knochenspitzen aus dem vorderen und eine aus dem hinteren Höhlenbereich mit der Radiokarbonmethode direkt datiert. Die ermittelten Alter liegen mit rund 32.000 Jahren cal BP geringfügig über den Werten früherer Messungen, was der genaueren Analysemethode mit ultrafiltriertem Knochenkollagen zugeschrieben wird.

### Knochenartefakte

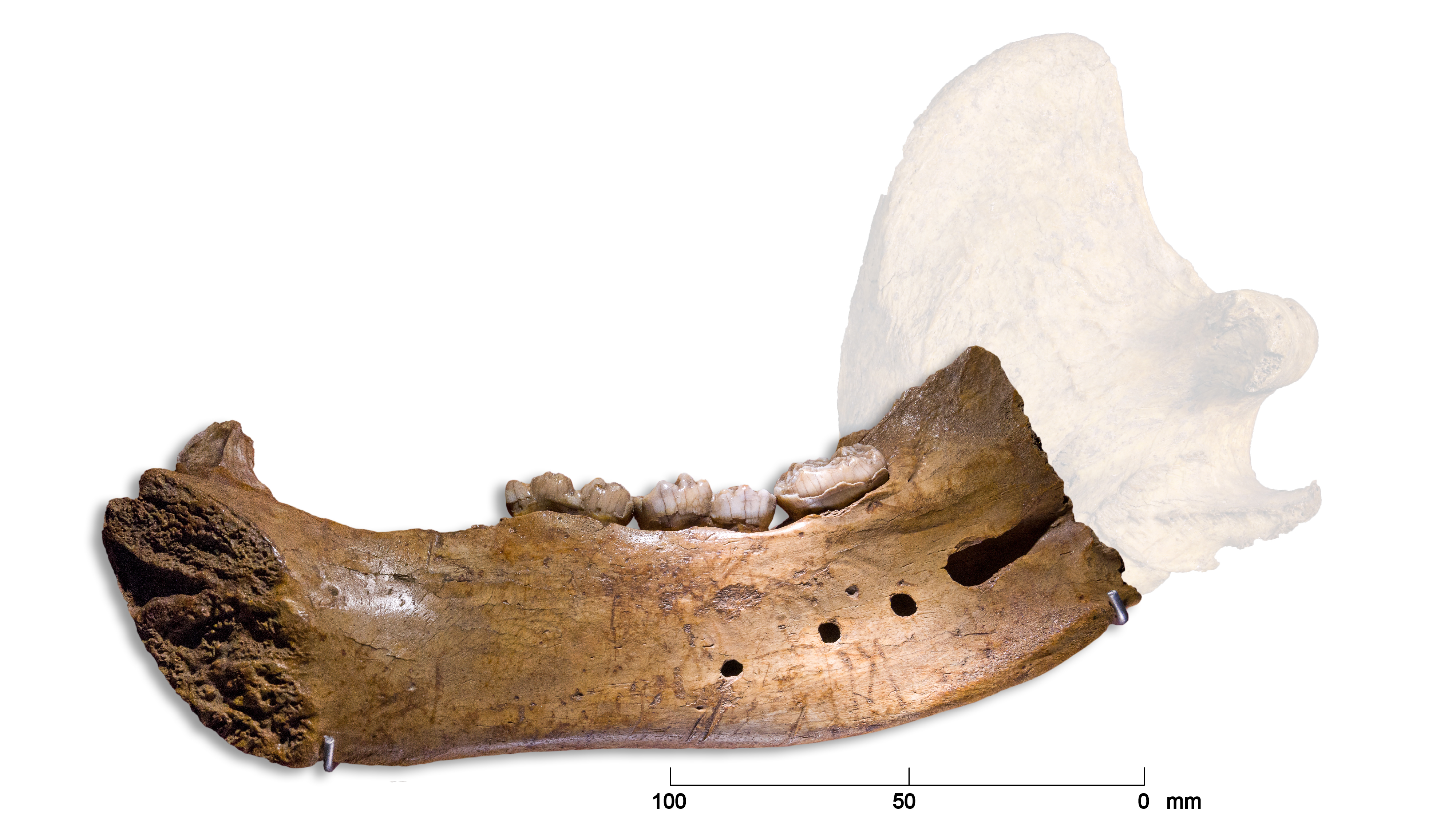
Auf dieser bearbeiteten Unterkieferhälfte eines Höhlenbären lassen sich einfache Melodien spielen

9 Unterkieferhälften von Höhlenbären aus den Grabungen bis 1935 wiesen Bearbeitungsspuren auf. Erhalten sind ein linkes Exemplar, bei dem am oberen Rand des Kronenfortsatzes ein kreisrundes Loch mit 6 mm Durchmesser angebracht ist, sowie 5 Stücke mit Bohrungen im lingualen (der Zunge zugewandten) Bereich des Mandibularkanals. An einer rechten Unterkieferhälfte wurde der aufsteigende Unterkieferast mit dem Kronen- und Gelenkfortsatz abgetrennt und das Unterkieferloch um 20 mm nach hinten erweitert. Durch die mit Zwischenräumen von 10, 12 und 18 mm Breite angebrachten Bohrungen kann sie in ähnlicher Weise angespielt werden wie eine Flöte.
Aus der Höhle stammt zudem die bislang älteste bekannte Knochennadel. Wegen des durchgängigen Kanals und des abgeschrägten Endes gleicht ihre Form einer Kanüle. Der äußere Querschnitt ist stark gerundet dreieckig, die zentrale elliptische Röhre ist natürlichen Ursprungs. Die Nadel besteht entweder aus dem Röhrenknochen eines kleinen Säugetiers in Murmeltiergröße oder es wurde die Kompakta eines großen Wiederkäuerknochens mit Ernährungskanal verwendet. Sie ist 45 mm lang und maximal 6 mm dick, an der Spitze fehlt ein etwa 5 mm langes Stück. Die gesamte Oberfläche wurde fein poliert, das hintere Ende ist abgerundet und mit einer Einkerbung versehen. Auf einer Seite befinden sich zwei Vertiefungen, die das Abrutschen der Finger verhindern. Aufgrund der Größe eignet sich die Hohlnadel weniger zum Nähen von Kleidung, sondern kam vermutlich als Durchziehhilfe an großen Lederstücken oder zum Führen von Fäden bzw. Schnüren beim Flechten von Netzen zum Einsatz.

### Verbleib
Josef Groß’ Sammlung wurde unmittelbar nach Ende des Zweiten Weltkriegs von der British Army beschlagnahmt und später nur in Teilen zurückgegeben. Die verbliebenen Aufzeichnungen, Faunareste sowie die einzelne Knochenspitze aus seinem Nachlass sind seit 1992 im Besitz des Landesmuseums Kärnten in Klagenfurt am Wörthersee. Die Knochenspitze wird seit Ende November 2022 in der Schausammlung gezeigt.
Alle Faunareste, Sedimentproben und Holzkohlen aus Brodars Ausgrabungen waren im alten Gebäude des Gymnasiums in Celje eingelagert und wurden am 14. Februar 1945 bei einem Luftangriff der Alliierten zerstört. Von den 305 im Stadtmuseum verwahrten Steinartefakten blieben nach Kriegsende 83 Stücke verschollen, 5 fehlende Knochenspitzen wurden 2006 in einer Erlanger Sammlung wiedererkannt und an das Regionalmuseum zurückgegeben. Die Knochenartefakte sowie Brodars schriftliche und fotografische Dokumentation der Ausgrabungen sind bis auf das Grabungsprotokoll von 1928 erhalten. Zahlreiche Fundstücke aus der Potočka zijavka sind in den Dauerausstellungen des Regionalmuseums in Celje und des Slowenischen Nationalmuseums in Ljubljana ausgestellt.